# Fluor Corporation
Fluor Corporation es una compañía multinacional de ingeniería y construcción con sede en Irving, Texas, Estados Unidos. 
Fluor es un conglomerado que brinda servicios a través de sus subsidiarias en cuatro áreas: energía y químicos, industrial e infraestructura, gobierno y Fluor Global Services (Servicios Globales de Fluor); cuya función es brindar servicios tales como, servicios de personal y alquiler de equipo. De acuerdo con Fortune 500, Fluor ocupa el lugar 109 en su lista y se encuentra clasificada como la compañía más grande de construcción.
Fundada por John Simon Fluor en 1912 bajo el nombre de Fluor Construction Company, esta creció rápidamente, gracias, principalmente a la construcción de refinerías petroleras, oleoductos y otras instalaciones para la industria del petróleo y gas; abriéndose camino primero en California y luego en el Medio Oriente para finalmente establecer su presencia en todo el mundo. 
A finales de la década de los 1960 comenzó a diversificarse en una compañía de perforación, minería de carbón y otras materias primas, como el plomo. Una recesión mundial en la industria del petróleo y el gas aunado a las pérdidas de su operación minera, ocasionaron su restructuración y el despido de empleados en la década del 1980. Fluor vendió sus operaciones petroleras y diversificó su trabajo de construcción en una gama de servicios e industrias más amplias.
En la década del 1990 Fluor introdujo nuevos servicios como el alquiler de equipo y servicios de personal. Proyectos de limpieza de desechos nucleares y varios tipos de trabajo ambiental pasaron a formar una parte significativa de los ingresos de Fluor.
De igual manera, Fluor ha formado parte de proyectos relacionados con el trabajo de reconstrucción tales como, el Proyecto Manhattan, la reconstrucción después de la Guerra de Irak, la restauración después del Huracán Katrina y la construcción del Sistema del Oleoducto Trans-Alaska.

## Historia de la empresa

### Inicios de la empresa

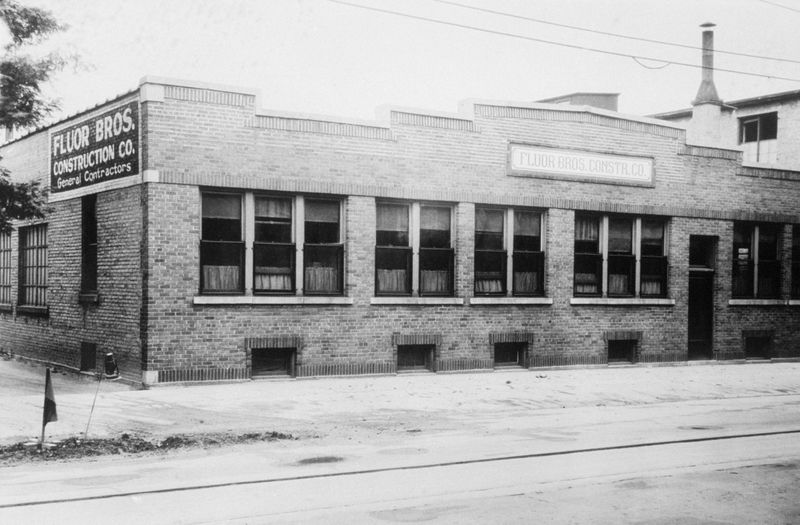
Oficinas principales de Fluor Bros Construction a principios de los 1900.

En 1890, John Simon Fluor y su hermano Rudolph Fluor fundaron Fluor Corporation, una procesadora de madera y papel en Oshkosh, Wisconsin. John Fluor fungió como su presidente y contribuyó con $100 dólares de sus ahorros personales para ayudar a comenzar el negocio. Para 1903 el nombre de la compañía cambió a Fluor Bros. Construction Co.
En 1912, John Fluor se mudó a Santa Ana, California por razones de salud sin sus hermanos y bajo el nombre de Fluor Construction Company, desde el garaje de su casa. Para el año1924, el negocio tenía ingresos anuales de $100,000 (equivalente a $1.36 millones en 2013) y un personal de 100 empleados. John Fluor delegó la mayoría de las operaciones de la compañía a sus hijos Peter y Simon Fluor. Ese mismo año, al incorporarse, se hizo una inversión de capital de $100,000 dólares.
Peter, el hijo mayor de John, trabajó como director de ventas y logró que la compañía aumentara sus ingresos a $1.5 millones (equivalente a $20.4 millones en el 2013) para 1929. En 1929, la compañía se reincorporó como Fluor Corporation. Y para la década de 1930, Fluor tenía operaciones en Europa, el Medio Oriente y Australia.
Durante la Gran Depresión, el negocio disminuyó rápidamente, pero para la Segunda Guerra Mundial logró recuperarse ya que fabricó goma sintética y fue responsable por una gran parte de la producción de gasolina de alto octanaje en los Estados Unidos, y en 1948, se creó en Houston, una división de gas-gasolina de Fluor.
En 1940 para estar más cerca de sus clientes de la industria del petróleo y gas, las oficinas principales de Fluor se mudaron a Los Ángeles; pero durante los años 60, debido al tráfico y el costo de vida, la sede se reubicó al Condado de Orange, California. John Simon Fluor falleció en 1944 le sucedió su hijo Peter Fluor, quien falleció tres años más tarde. A Peter le sucedieron Shirley Meserve (1947) y Donald Darnell (1949), luego John Simon “Si” Fluor Jr. en 1952 y J. Robert (Bob) Fluor en 1962. Fluor fue incluida en el New York Stock Exchange en los años 50 Y en 1961, Fluor adquirió un interés en la compañía de construcción, diseño y contratos William J. Moran.

### Diversificación y restructuración
Fluor diversificó su negocio más extensamente en 1967 cuando cinco compañías se fusionaron en una división llamada Coral Drilling y comenzó un negocio de exploración en aguas profundas en Houston llamado Deep Oil Technology. También creó Fluor Ocean Services en Houston en 1968 y adquirió un interés en otras operaciones de combustibles de fósiles en la década de 1970. Fluor adquirió una compañía de construcción, Pike Corp. of America y la división de ingeniería de su socio anterior en Australia, Utah Construction. En 1972, Fluor compró terrenos en Irvine, California y comenzó a construir allí la sede de sus oficinas. Al siguiente año las operaciones de petróleo y gas se consolidaron en una entidad nueva, Fluor Oil and Gas Corp.
En 1977, Fluor adquirió a Daniel International Corporation. El negocio de Fluor había pasado a ser mayormente internacional, mientras que el negocio de construcción de Daniel International de $1 mil millones de dólares era mayormente nacional. La adquisición le permitió a la compañía usar trabajadores sindicalizados de Fluor, o trabajadores no sindicalizados de Daniel, según el caso para cada cliente. En 1981, Fluor adquirió una operación de minería de zinc, oro, plomo y minería de carbón de $2.9 millones de dólares, St. Joe Minerals, luego de una competencia por subasta contra Seagram para obtener el negocio.
Para la década del 1980, el negocio principal de Fluor era la construcción de refinerías grandes, plantas petroquímicas, oleoductos y otras instalaciones para la industria del gas y el petróleo, especialmente en el Medio Oriente. Para el año 1981, el personal de Fluor creció a 29,000 empleados y los ingresos, trabajo pendiente y ganancias aumentaron más de 39 por ciento sobre el año anterior. Sin embargo, para el año 1984 la operación de minería estaba ocasionando grandes pérdidas y la industria del petróleo y gas sufrió una recesión mundial debido al descenso en el precio del petróleo. Desde 1981 hasta 1984 los proyectos pendientes disminuyeron de $16 mil millones a $4 mil millones18, por lo que, en 1985 reportó $633 millones en pérdidas. En 1985 reportó $633 millones en pérdidas. David Tappan tomó el lugar de Bob Fluor como Presidente en 1984 luego de que Bob falleciera de cáncer y dirigió una difícil restructuración.
La compañía vendió $750 millones en activos, incluyendo las oficinas principales de Fluor en Irvine, para poder pagar $1 mil millones en deudas. Se redujo el personal de 32,000 a 14,000. En 1986, Fluor vendió todos sus activos en petróleos y algunas de sus operaciones de minería de oro. Fluor Engineers, Inc. y Daniel International se fusionaron para formar Fluor Daniel. Finalmente, para 1987 Fluor volvió a ser rentable con $26.6 millones en ganancias y $108.5 millones para el 1989. Al final de la restructuración Fluor tenía tres divisiones principales: Fluor Daniel, Fluor Construction International y St. Joe Minerals Corp. Cada división tenía sus propias subsidiarias menores. Engineering News comenzó a referirse a Fluor como la compañía de construcción e ingeniería más grande de los Estados Unidos. Los ingresos internacionales de Fluor repuntaron y Tappan, quien había pospuesto su jubilación para ayudar a Fluor, dejó su puesto a finales de 1989 y fue reemplazado por Leslie McCraw.

### Historia reciente
Durante la restructuración el trabajo central de construcción e ingeniería de Fluor se diversificó en 30 industrias incluyendo entre otras, la de alimentos, fabricantes de papel, y prisiones para reducir su vulnerabilidad a los cambios del mercado del petróleo y el gas. En la década de los 90 la compañía trató de cambiar su imagen y comenzó a referirse a sí misma como una compañía de “servicios técnicos diversificados”. Por lo que comenzó a ofrecer alquiler de equipo, servicios de personal y financiamiento para proyectos de construcción. Y también empezó a ofrecer servicios de limpieza y control de contaminación ambiental, lo cual para 1992, se convirtió en la mitad de su nuevo portafolio de negocios. El negocio de minería de Fluor creció de $300 millones en 1990 a $1 mil millones en 1994.
En 1992, Fluor vendió su interés propietario de Doe Run Company, la compañía de mayor producción de plomo refinado, que estaba perdiendo dinero en aquel momento debido a la disminución de los precios del plomo. Para 1993, Fluor tenía ingresos de $4.17 miles de millones y 22,000 empleados. Por otra parte, el gobierno de los Estados Unidos de América aprobó regulaciones ambientales en 1995 que dieron lugar al crecimiento de Massey Coal Co., ya que había grandes reservas de carbón con bajo contenido de azufre.
En 1997 los ingresos de Fluor se redujeron casi en 50 por ciento en parte debido a la Crisis financiera asiática y a una disminución en los negocios internacionales. Además, sufrió pérdidas en un proyecto de una planta de energía en Rabigh, Arabia Saudita, en la cual, Fluor fue subcontratista de General Electric y cuyo presupuesto se excedió. Las subsidiarias de Fluor demandaron a GE alegando que hicieron representaciones falsas sobre la complejidad del proyecto. Sin embargo, y a pesar de que los ingresos disminuyeron aún más el año siguiente, las ganancias estaban aumentando.
En 1999, Fluor Daniel despidió a casi 5,000 empleados y cerró 15 oficinas. Fluor Daniel se reestructuró en cuatro grupos de negocio: una compañía de ingeniería y construcción llamada Fluor Daniel; una división de alquiler de equipo, colocación de personal y telecomunicaciones llamada Fluor Global Services; un negocio de minería de carbón llamado Massey Coal Co. y una división administrativa y de apoyo llamada Fluor Signature Services.
En enero de 1998 McCraw (de 63 años de edad) renunció luego de que le diagnosticaran con cáncer de la vesícula y le sustituyó el expresidente de Shell, Philip J. Carroll. Ese mismo año IT Group compró una participación de 54 por ciento en Fluor Daniel GTI, la división ambiental de Fluor, por $36.3 millones. Dos años después, la operación de minería de carbón bajo el nombre de A.T. Massey Coal Co. (parte de St. Joe) se separó para convertirse en su propio negocio. En el 2001 las cuatro subsidiarias de Fluor se consolidaron en una sola Fluor Corporation. En el 2002, Alan Boeckmann fue nombrado como Presidente, seguido por David Seaton en el año 2011. En el 2005, se mudaron las oficinas principales al área de Las Colinas en Irving, Texas. En 2015, surge la alianza en España entre Fluor y la constructora española Sacyr, dando lugar a SacyrFluor. Tras 3 años de pérdidas millonarias en esta JoinVenture separan sus caminos ejecutando un despedido colectivo de empleados y perdiendo presencia en España.

## Organización
De acuerdo con Fortune 500, Fluor ocupa el lugar 109 en su lista y se encuentra clasificada como la compañía más grande de construcción. Con oficinas en 25 países, muchas de las operaciones de Fluor están ubicadas cerca de recursos naturales, tales como uranio en Canadá, reservas petroleras en el Medio Oriente y minas en Australia. Para el año 2011, alrededor del 30 por ciento de los ingresos de Fluor estaban situados en los Estados Unidos. La familia Fluor es dueña de una participación del 3.5 por ciento en la compañía, mientras que los empleados son dueños del seis por ciento a través de su programa de participación en las utilidades.
La Junta Directiva de Fluor tiene 12 “Directores Independientes” y el Presidente Ejecutivo. Los Directores Independientes, eligen a un Director Independiente Líder cada tres años quien trabaja como enlace con el Presidente Ejecutivo. Cada Director Independiente participa en dos o más comités: auditoría, ejecutivo, gobierno y organización o indemnización. Los Directores son elegidos por los accionistas y sirven términos de tres años. Los funcionarios corporativos, tales como el Presidente Ejecutivo, son elegidos anualmente por un voto de la junta.
Fluor recibió una puntuación de “A” en el estudio anticorrupción Transparency International. La compañía celebra sesiones de entrenamiento en línea y en persona para el personal y opera una línea directa sobre ética. El expresidente Alan Boeckmann ayudó a crear la Partnering Against Corruption Initiative (PACI, en inglés, Iniciativa de Colaboración contra la Corrupción), mediante la cual las compañías acuerdan un conjunto de principios éticos. Ya que por medio de sesiones virtuales o en persona el personal de Fluor recibe entrenamiento anticorrupción y opera una línea directa (en inglés, hotline) sobre ética. Fluor mantiene un Código de Conducta Comercial y Ética. Un análisis tipo SWOT (Fortalezas, Puntos débiles, Oportunidades y Amezanas) de Marketline indicó que el trabajo ambiental de Fluor “mejora la imagen de la marca de la compañía”, mientras que a menudo las disputas legales largas e impredecibles, “dañan la imagen de la marca de la compañía y erosionarán la confianza del cliente.”
Según Los Angeles Times Fluor es un “ciudadano corporativo principal” que apoya a las entidades caritativas y grupos cívicos locales. Comenzó la Fluor Foundation por su trabajo de caridad en 1952 y Fluor Cares en el 2010. La compañía comenzó el programa de aprendizaje profesional más grande endosado por un patrono en California con un programa de cuatro años para diseñadores en 1982. Fluor opera universidad virtual llamada Fluor University para sus empleados.

## Servicios

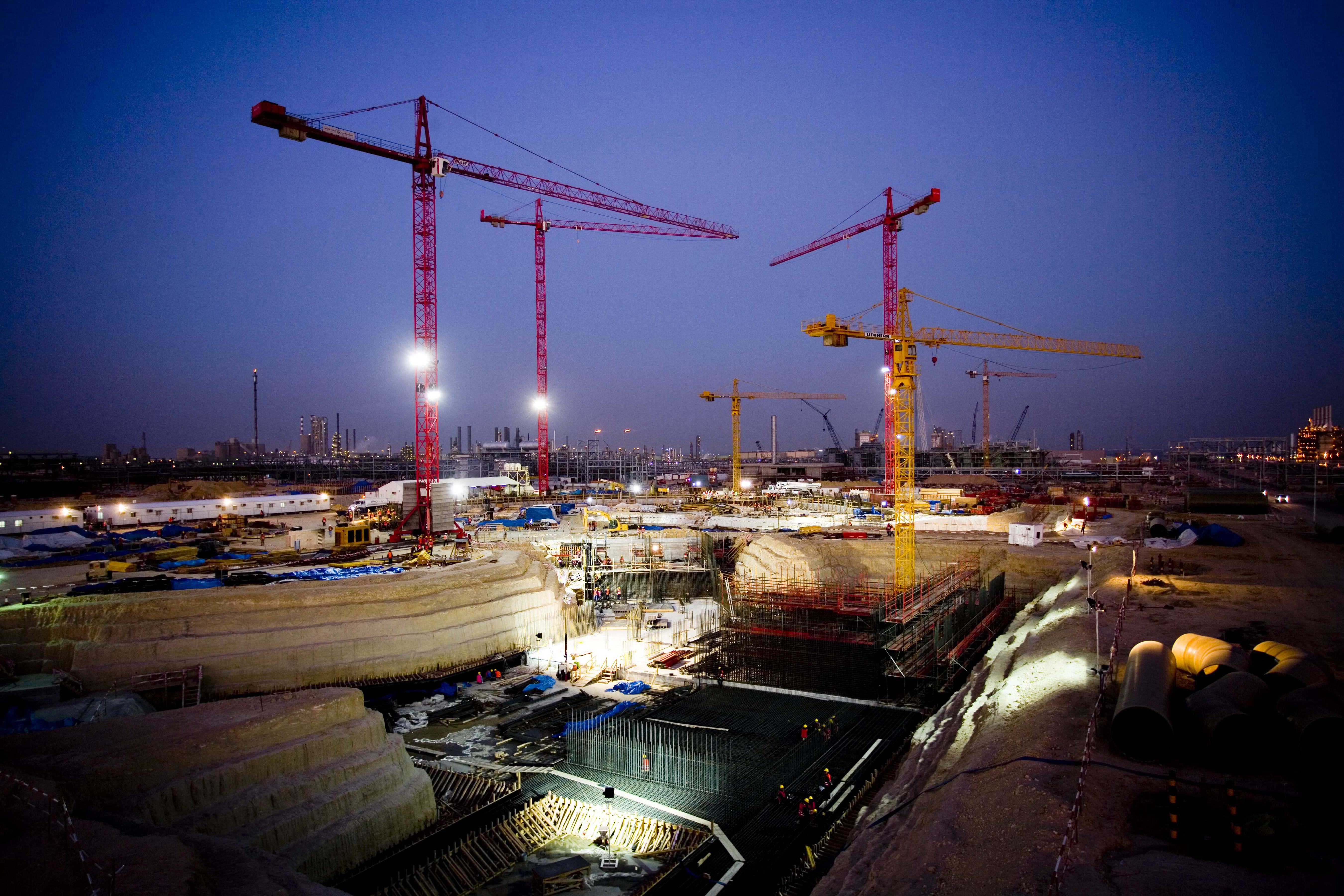
Una obra de construcción en Shuaiba, Kuwait

Fluor es un conglomerado que brinda servicios de ingeniería, adquisiciones, construcción, mantenimiento y servicios de gestión de proyectos a través de sus subsidiarias.
Por otra parte, Fluor también ha creado productos para el control de la contaminación, tales como la línea de productos de captura de carbono llamada Econamine. Según el informe anual de Fluor de 2013, el 57 por ciento de su trabajo proviene de la industria del petróleo y el gas. Así mismo, según el sitio web de la compañía, el trabajo de Fluor incluye 
el diseño y construcción de plantas de energía, fábricas petroquímicas, instalaciones de minería, puentes y carreteras, edificios de gobierno y fábricas. La compañía también lleva a cabo limpieza nuclear y otros servicios.
De igual manera, Fluor provee directores y administradores de proyecto, equipos de expertos y, personal de adquisición para proyectos grandes, que son apoyados por personal administrativo centralizado. Fluor ha entrenado a más de 100,000 empleados de oficio en Indonesia, las Filipinas, Corea, Pakistán, Kuwait y otros países donde las destrezas laborales necesarias no estaban disponibles localmente. Asimismo, de ser necesario, Fluor puede servir a sus clientes asociándose para crear una empresa conjunta con otras compañías de construcción con experiencia de infraestructura local o experiencia especifica en la industria.
Fluor adquirió acciones en Genetech Inc. en 1981 y compró un interés propietario del 10 por ciento en una instalación de fundición y refinería en Gresik, Indonesia en 1995 por $550 millones. En 1994, invirtió $650 millones en el fondo Beacon Group Energy Investment para financiar proyectos de energía. Fluor también tiene un interés propietario mayoritario en NuScale LLC., que está creando un nuevo tipo de reactor nuclear de 45 megavatios conocido como reactor modular pequeño.

## Proyectos destacables

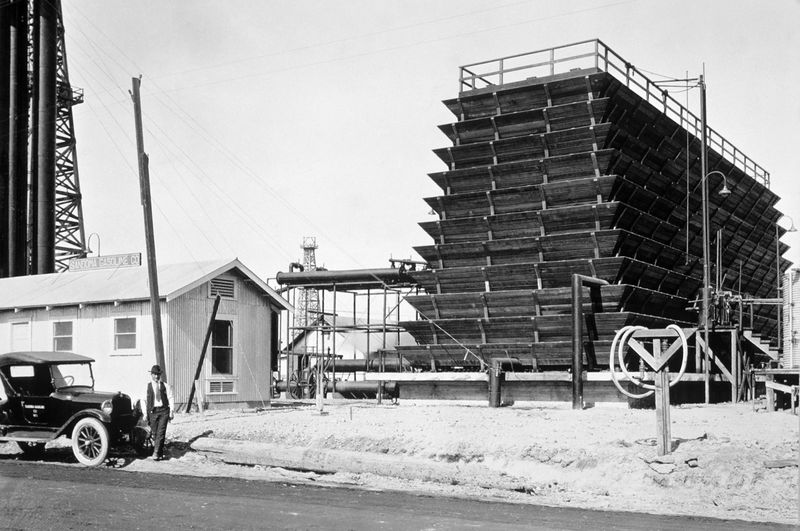
Una torre de enfriamiento de agua “Buddha Tower” de Fluor de principios de los 1900.

Los primeros proyectos de Fluor fueron la construcción y nivelación de carreteras pero para finales de los 1920 se conocía por la construcción de instalaciones públicas, complejos industriales y por su servicio a la creciente industria del petróleo y gas de California. Comenzó a construir instalaciones de oficinas y de fabricación de metros para la Southern California Gas Company en 1915, así como también una estación de compresor para la Industrial Fuel Supply Company en 1919. Fluor construyó la primera “Buddha Tower” en 1921 en Signal Hill, California para la Industrial Fuel Supply Company. TLa Buddha Tower era un diseño de torre de enfriamiento de agua llamada así por su semejanza con los templos budistas. Al año siguiente Fluor se ganó un contrato deRichfield Oil para construir una planta de gasolina que produciría 10,000 galones por día.
Contra los deseos de su padre, Peter Fluor expandió el negocio de Fluor fuera de California en la década de 1930. Construyó refinerías en Texas, así como oleoductos y estaciones de compresor desde el Panhandle de Texas hasta Indianápolis, Indiana para la Panhandle Eastern Pipeline Company. Fluor construyó la Escondida en Chile, que es la mina de cobre más grande del mundo. En 1942 Fluor construyó torres de enfriamiento y otras instalaciones en Hanford, Washington para el Manhattan Project. Construyó una expansión de la Base Dhahran de la Fuerza Aérea en Arabia Saudita para el Ejército de los Estados Unidos durante la década de 1950 y aceptó su primer proyecto internacional para ARAMCO en el Medio Oriente.
En las décadas de 1960 y 1970 Fluor construyó la primera refinería completamente de hidrógeno en Kuwait y la primera planta de energía exclusivamente mar adentro para la Atlantic Richfield Company. También construyó bombas y puertos para el Sistema del Oleoducto Trans-Alaska, que cruzaba 800 millas desde el Norte de Alaska hasta Valdez, Alaska. y la instalación mar adentro más grande del mundo para gas natural en Java. En 1976 se le otorgó un proyecto de $5 mil millones para ARAMCO en Arabia Saudita, para diseñar instalaciones de captura de gas ácido, que es liberado de los pozos petroleros como desecho para refinarlo como combustible. Ese mismo año se canceló la construcción de una mina de cobre y cobalto parcialmente completada en África debido a una guerra en la vecina región de Angola y a la disminución en el precio del cobre. En 1979 Fluor tenía 13 proyectos para construir plantas de energía en los Estados Unidos y había servido a más de la mitad de las compañías de petróleo gubernamentales del mundo.

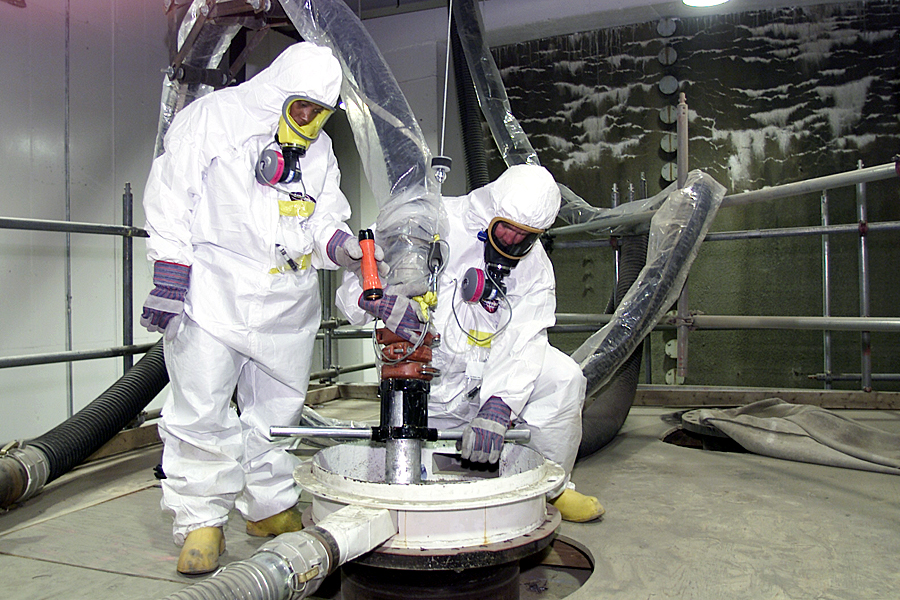
Los trabajadores de Fluor en una obra de limpieza de radiación en Ohio

Fluor ha estado trabajando en la limpieza y cierre de las plantas de energía atómica en Ohio y Washington desde los 1990. En 1992, Fluor ganó un contrato con el Departamento de Energía de los Estados Unidos para la limpieza de desechos nucleares. Para 1996, Hanford era el sitio nuclear más contaminado en los Estados Unidos y el Departamento de Energía de los Estados Unidos estaba realizando una limpieza del lugar cuyo costo fue entre $50 mil millones y $60 mil millones. Fluor Hanford Inc. reemplazó a Westinghouse Hanford Co. en el proyecto. Después de una explosión química en 1997, 11 trabajadores presentaron una demanda en la que alegaban que se les estaba negando atención médica y equipo protector apropiados. Fluor y los trabajadores no llegaron a un acuerdo sobre si la explosión produjo alguna lesión. En el 2005 el Departamento de Energía de los Estados Unidos multó a Fluor por violaciones de seguridad y ese mismo año un jurado le otorgó $4.7 millones en daños a 11 ajustadores de tuberías que reclamaron que fueron despedidos al quejarse de que se estaba usando una válvula clasificada para 1,975 libras por pulgada en lugar de las válvulas de 2,235 que se necesitaban.
Fluor construyó el Aladdin Hotel & Casino en Las Vegas en el 2001 por $1.4 mil millones. En el 2004 se le otorgó a la compañía un proyecto de $1.1 mil millones con AMEC para ayudar a reconstruir la infraestructura de agua, energía y cívica en Irak después de la Guerra de Irak. Fluor también construyó una vía de ferrocarril en Europa y lugares para misiles en Arizona. La compañía brindó servicios de recuperación de desastres en Luisiana después del Huracán Katrina. En el 2010 Fluor proporcionó trabajadores para limpiar el alquitrán de petróleo en las playas de la Florida y Alabama después del derrame de petróleo Deepwater Horizon.